# Asky
Pour l’article ayant un titre homophone, voir Haski.
Redécouvrez le ciel.

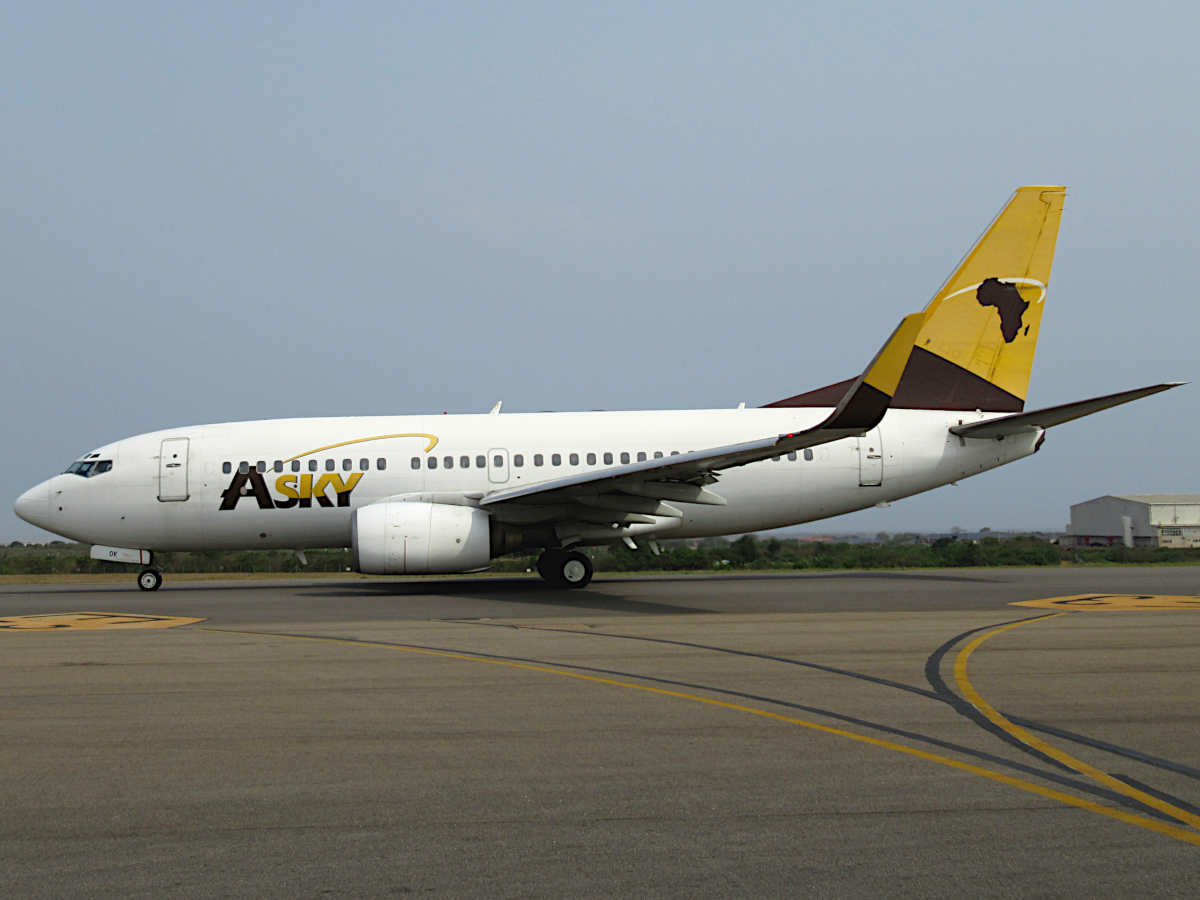
Boeing 737-700 d'Asky.

Asky (code AITA : KP ; code OACI :)  est une compagnie aérienne panafricaine, basée au Togo. Asky Airlines est une compagnie aérienne panafricaine 100 % privée qui a été fondée par des institutions bancaires régionales, en partenariat avec Ethiopan Airlines. Son réseau couvre près d'une trentaine de destinations africaines, réparties dans vingt-cinq pays d'Afrique de l'Ouest et centrale.

## Histoire
Elle a été fondée en 2007, sous l’impulsion de Charles Konan Banny et Yayi Boni, qui démarchent pour ce faire Gervais Koffi Djondo. Le vol inaugural de la compagnie Asky a eu lieu le 14 janvier 2010, entre Lomé et Ouagadougou.
Sa création a pour but de remplacer la compagnie Air Afrique, disparue en 2002. Elle a pour principale partenaire Ethiopian Airlines qui détient 40 % du capital.

## Destination
Le réseau ASKY couvre actuellement 22 destinations réparties dans 21 pays d’Afrique de l’Ouest et du Centre : Abidjan, Abuja, Accra, Bamako, Bangui, Banjul, Bissau, Brazzaville, Conakry, Cotonou, Dakar, Douala, Freetown, Joahannesbourg, Luanda, Nairobi, Praia, Kinshasa, Lagos, Libreville, Lomé,Malabo Monrovia, N'Djamena, Niamey, Nouakchott, Ouagadougou, Yaoundé.

## Flotte
La flotte d'Asky est composée des appareils suivants au mois de mars 2023 :
| Appareils                              | En service | Commandes | Sièges | Sièges | Total places | Notes |
| Appareils                              | En service | Commandes | J      | Y      | Total places | Notes |
| -------------------------------------- | ---------- | --------- | ------ | ------ | ------------ | ----- |
| Boeing 737-700                         | 1          | -         | 16     | 99     | 115          |       |
| Boeing 737-800                         | 9          | -         | 16     | 138    | 154          |       |
| Boeing 737 MAX                         | 5          | -         | 16     | 144    | 160          | [ 6 ] |
| Loués d'Ethiopian Airlines et d'AerCap |            |           |        |        |              |       |
| Total                                  | 14         | 0         | -      | -      | -            |       |